# 茲沃圖夫縣

53°21′37″N 17°2′27″E / 53.36028°N 17.04083°E
茲沃圖夫縣（波蘭語：Powiat złotowski），是波蘭的縣份，位於該國中西部，由大波蘭省負責管轄，首府設於茲沃圖夫，面積1,660平方公里，2011年人口68,791，人口密度每平方公里41人。